# Maclear (cráter)

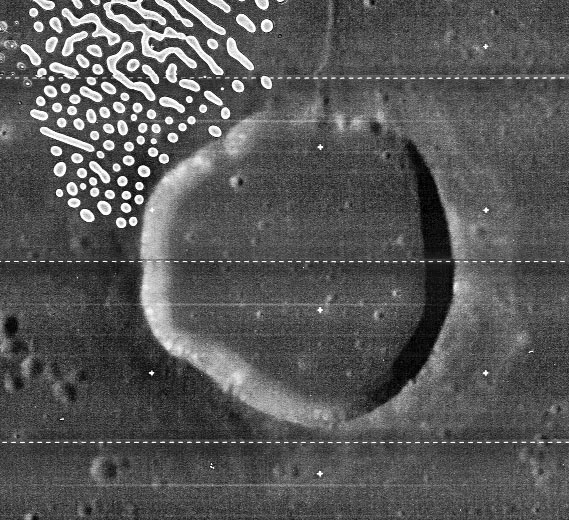
Fotografía de la misión Lunar Orbiter 4 (defectos de la imagen original)

Maclear es un Cráter de impacto inundado lava, situado en la parte noroeste del Mare Tranquillitatis, un mar lunar localizado en la mitad oriental de la Luna. El cráter se encuentra al sureste de Ross, ligeramente más grande. Al suroeste de Maclear se halla Sosigenes, mientras que más al sur-sureste aparece Arago.
|  |

Con la mayor parte de su interior sumergido en depósitos de lava basáltica, todo lo que queda de este cráter es un borde estrecho que se proyecta sobre el mare circundante. El borde no es el todo circular, presentando una protuberancia plana hacia el exterior en su lado occidental, aunque es relativamente uniforme en anchura y no se ha erosionado significativamente.
El borde del cráter se encuentra en el extremo sur de una grieta perteneciente a un sistema que discurre sobre la costa occidental del Mare Tranquillitatis. El sistema de surcos al norte del cráter se designa Rimae Maclear, mientras que las grietas ubicadas al sur-sudoeste se denominan Rimae Sosigenes. Las Rimae Maclear se extienden a lo largo de unos 100 kilómetros, alcanzando el cráter Al-Bakri al norte, en el límite del mare.
Debe su nombre a Sir Thomas Maclear, astrónomo de Su Majestad en el Real Observatorio del Cabo de Buena Esperanza (Ciudad del Cabo, Sudáfrica), de 1833 a 1870.

## Cráteres satélite
Por convención estos elementos son identificados en los mapas lunares poniendo la letra en el lado del punto medio del cráter que está más cercano a Maclear.
|         | \| Maclear \| Coordenadas \| Diámetro \| \| ------- \| ---------------------------- \| -------- \| \| A \| 11°18′N 18°00′E / 11.3, 18.0 \| 5 km \| |          |
| Maclear | Coordenadas | Diámetro |
| A       | 11°18′N 18°00′E / 11.3, 18.0 | 5 km     |